# Contea di Ying
La contea di Ying (应县S, Yìng XiànP) è una contea della Cina, situata nella provincia dello Shanxi e amministrata dalla prefettura di Shuozhou.